# Stemmiulus recedens
Stemmiulus recedens är en mångfotingart. Stemmiulus recedens ingår i släktet Stemmiulus och familjen Stemmiulidae. Inga underarter finns listade i Catalogue of Life.